# Pan Fu
Pan Fu (chiń. 潘復; pinyin Pān Fù; ur. 22 listopada 1883 w Jining, zm. 12 września 1936 w Pekinie) – chiński polityk, premier Republiki Chińskiej od 18 czerwca 1927 do 2 czerwca 1928. Za czasów jego rządów Kuomintang przeprowadził ekspedycję północną, a jego władzę zakończyło powołanie Rządu Narodowego.
Za czasów cesarstwa zdał egzamin nauczycielski, pracował następnie w lokalnej administracji. W 1911 powrócił do rodzinnego Jining i zarządzał zakładem produkującym żywność. W 1912 został ministrem finansów w nacjonalistycznym rządzie w Nankinie. W 1916 związał się z rządem Republiki Chińskiej, gdzie w grudniu 1919 został wiceministrem finansów.
Pełnił następnie różne funkcje ministerialne w Republice Chińskiej: był tymczasowym ministrem finansów od 24 lipca do 11 sierpnia 1920 i od 11 czerwca do 28 października 1921, zaś samodzielnym ministrem od 1 października 1926 do 12 stycznia 1927, a także ministrem transportu od 12 stycznia 1927 do 18 czerwca 1928. Stanowisko premiera przejął od tymczasowo je sprawującego prezydenta Wellingtona Koo. W czerwcu 1928 próbował porozumieć się z Kuomitangiem i zerwać zależność od Japonii. Jednakże w katastrofie kolejowej, spowodowanej przez Japończyków zginął wysłany na rozmowy prezydent Zhang Zuolin, a Pan Fu został ranny. W nowym rządzie początkowo był doradcą, następnie przeprowadził się do Tiencin. Zmarł w 1936.